# André Treton
Pour les articles homonymes, voir Treton.
André Treton, né le 26 juillet 1948 à Saint-Germain-en-Laye  et mort le 29 octobre 2015 à Rugles, est un ouvrier et pompier français qui a joué dans deux films alors qu'il était adolescent.
Il est essentiellement connu pour avoir incarné le personnage de Lebrac, le leader de la bande d'enfants du village de Longeverne, dans le film La Guerre des boutons tourné en 1962 par Yves Robert.

## Biographie
Fils de maçon, originaire de la région parisienne et ayant renoncé au cinéma à la suite d'une querelle avec Marcel Carné, André Treton vivait depuis 1970 à Rugles, dans le sud du département de l'Eure. 
Il était métallurgiste à l'usine Péchiney-Cégédur, et servit également 30 ans comme sapeur-pompier. Il a en outre été entraîneur de l'équipe de foot junior de l'Union Sportive de son village.

## Filmographie

### Cinéma
- 1962 : La Guerre des boutons de Yves Robert : Lebrac
- 1963 : Du mouron pour les petits oiseaux de Marcel Carné : un jeune porteur de télégramme